# Жук Вадим Дмитрович
Вадим Дмитрович Жук (20 травня 1952, Мір, Барановицька область) — радянський і білоруський футбольний суддя, суддя всесоюзної категорії (20.12.1982), арбітр категорії ФІФА.

## Біографія

### Суддівська кар'єра
Уродженець селища Мир Гродненської області. Як футболіст виступав на позиції захисника у мінському клубі «Буревісник» з 1966 по 1975 роки, пізніше став арбітром. У 1967 році вступив до Мінського політехнікуму, після служби в армії вступив на юрфак БДУ і там грав за збірну університету під керівництвом Віталія Ліштвана. Почав суддівську кар'єру з матчів меморіалу Гранаткіна в Ленінграді. Суддя міжнародної категорії з 1987.
Першу зустріч Жук судив 8 травня 1982 між донецьким «Шахтарем» та одеським «Чорноморцем» у віці 30 років, отримавши високі оцінки від заслуженого тренера СРСР Михайла Якушина. У 1983 році провів першу зустріч єврокубкових турнірів у Кубку УЄФА між празькою «Спартою» та польським «Відзевом» у ранзі лайнсмена. Надалі Жук судив матчі Кубка європейських чемпіонів (Ліги чемпіонів УЄФА) на стадіонах «Кам Ноу», «Сан-Сіро» та «Парк-де-Пренс», двічі судив матчі на «Вемблі», працював у Туреччині (матч 23 листопада 1994 року Ліги чемпіонів УЄФА «Галатасарай» — «Барселона», перемога турків 2–1), Греції (ігри «Панатінаїкоса» та АЕК) та Румунії. 24 листопада 1993 року Жук провів першу гру Ліги чемпіонів УЄФА у своїй кар'єрі між бельгійським «Андерлехтом» та італійським «Міланом» (0–0), що пройшла у снігову погоду. 1996 року судив фінал Кубка УЄФА між «Бордо» та «Баварією», а в 1994 році працював на півфіналі Ліги чемпіонів УЄФА між «Барселоною» та «Порту». Останню свою гру в чемпіонаті СРСР 1991 року судив між «Спартаком-Аланією» та харківським «Металістом» («Металіст» програв, пропустивши за 5 хвилин до кінця другого тайму гол із пенальті).
В 1987 Жук судив матч літньої Універсіади 1987 між Уругваєм і Японією, видаливши трьох гравців і удостоївшись високої оцінки від інспектора Тоні Бошковича. В 1989 Жук працював на Кубку Джавахарлала Неру в Індії, а в 1991 він разом з Олексієм Спіріним і Сергієм Хусаїновим судив матч збірних Англії та Німеччини, приурочений до 25-річчя перемоги англійців на чемпіонаті світу. Крім цього, на рівні збірних у 1991 році Жук судив фінал жіночого чемпіонату світу (перемога США над Норвегією 2–1), а також працював на матчах чемпіонату Європи 1996 року, відсудивши гру Франції та Іспанії (нічия 1–1) та отримавши високі оцінки від члена суддівського комітету ФІФА Ларса Бьорка. В 1992 судив перший матч збірної України з футболу проти Угорщини (1–3). Працював арбітром відбірного турніру до ЧС-1994 у зоні УЄФА.
В 1995 Вадим Жук посів 8-е місце в рейтингу кращих суддів за версією IFFHS. Після завершення кар'єри судді був призначений генеральним секретарем Білоруської федерації футболу, а потім став викладачем на курсах футбольних арбітрів у Туреччині.

### Скандали
- Одним із найбільш неприємних моментів Вадим Жук вважає роботу у фіналі Кубка СРСР 1989 року між московським «Торпедо» та дніпропетровським «Дніпром»: він не зарахував гол «Торпедо» через помилку бокового судді Вольдемара Медведського, який визначив положення «поза грою», внаслідок чого Жука звинувачували в тому, що він зламав гру москвичів.
- В одній із зустрічей за вихід до Першої ліги СРСР між ферганським «Нафтовиком» та кишинівським «Ністру» Жук працював головним арбітром (допомагали йому Георгій Гоман та Сергій Слива). Матч закінчився з рахунком 1–1, завдяки якому «Ністру» проходив далі, але після гри вболівальники почали кидатися камінням до суддівської бригади. Тільки пожежники допомогли суддям піти в роздягальню, звідки Жук не виходив дві години.[3]
- Після однієї із зустрічей між київським «Динамо» та «Жальгірісом», що завершилася перемогою киян з рахунком 3–1, Жук влаштував суперечку з Валерієм Лобановським, який звинувачував Жука в упередженості (наступну гру Жук мав судити знову за участю «динамівців», але у Єревані й вже у рамках Кубка СРСР). Конфлікт у цьому незабаром вичерпаний.[3]
- На ігри «Спартака» Жук майже не отримував призначення, крім двох зустрічей — проти єреванського «Арарату» та бакинського «Нефтчі». Матч із «Араратом» закінчився поразкою «червоно-білих» 1–2 через два пенальті, а у матчі проти «Нефтчі» у ворота «Спартака» Жук знову поставив пенальті. Після програшу «Арарату» москвичі провалилися у грі з «Вердером» у єврокубках 2–6 та звинуватили Жука у моральному надломі команди, а після пенальті у матчі з бакинським клубом начальник команди Старостін написав скаргу на дії Жука, яка не була прийнята.[3]
- Під час одного з матчів між київським «Динамо» та бакинським «Нефтчі» Жук призначив три пенальті: два у ворота киян, один у ворота бакинців, причому останній пенальті був призначений на Олега Протасова наприкінці матчу. Спочатку директор ВШТ та інспектор матчу В'ячеслав Варюшин поставив «двійку» Жуку за роботу, поки спеціальна комісія не виправила оцінку на «відмінно» та не визнала правоту Жука. До цього Жук зазнавав обструкції в мінських газетах.[4]
- Швейцарський футбольний арбітр Курт Ретлісбергер стверджував, що у 1996 році він був посередником у передачі хабарів Вадиму Жуку, за допомогою яких забезпечувався будь-який результат матчів клубів та збірних — так, Ретлісбергер намагався звалити провину на Жука за результат матчу Ліги чемпіонів УЄФА 30 жовтня в Цюриху між «Грассхоппером» та «Осером» (перемога швейцарського клубу 3:1) на Жука. Однак УЄФА у 1997 році зняло всі звинувачення з Жука, і швейцарець програв справу навіть після подання апеляції.[4]

## Особисте життя
Поза футболом Вадим Жук працював у пожежній охороні, із третього курсу юрфаку навчався на заочному відділенні. Співробітником пожежної охорони влаштувався завдяки Юрію Савицькому, працював інструктором пожежної безпеки в мінському телецентрі та потім перейшов до Спорткомітету завдяки Євгену Шунтову.
Дружина — колишня викладачка англійської, яка допомогла Вадиму вивчити англійську.
Син Дмитро, випускник лінгвістичного університету і також футбольний арбітр, помічник, працює на матчах Вищої ліги Білорусії з 2008 року, помічник ФІФА з 2010 року. Тричі визнавався найкращим асистентом судді Білорусії у 2010, 2012 та 2013 роках. Є дві онуки та онук.